# Martha King
Martha King, född i Cork, Irland cirka 1803, död 31 maj 1897 i New Plymouth, Nya zeeland, var en nyzeeländsk illustratör och lärare. 
King emigrerade från Irland 1841 till Nya Zeeland med sin bror Samuel och syster Maria. Mellan 1842 och 1847 drev hon en skola med sin syster i Wanganui, och de bosatte sig sedan i New Plymoth. King tecknade New Zeelands flora på uppdrag åt Wellington Horticultural and Botanical Society, och senare åt London Horticultural Society, mellan 1843 och 1859.